# Michajłowka (rejon michajłowski)
Michajłowka (ros. Михайловка) – wieś (sieło) w Rosji, w Kraju Nadmorskim, ośrodek administracyjny rejonu michajłowskiego. W 2010 liczyła 9153 mieszkańców.